# Katarzyna Bachleda-Curuś
Pour les articles homonymes, voir Bachleda-Curuś.
Katarzyna Anna Bachleda-Curuś, née sous le nom de Katarzyna Wójcicka le 1er janvier 1980 à Sanok, est une patineuse de vitesse polonaise.

## Palmarès

### Jeux olympiques d'hiver
| Épreuve / Édition      | 500 mètres | 1 000 mètres | 1 500 mètres | 3 000 mètres | 5 000 mètres | Mass start | Poursuite par équipes               |
| JO 2002 Salt Lake City | —          | —            | 26e          | 26e          | —            | —          | —                                   |
| JO 2006 Turin          | —          | 8e           | 11e          | 10e          | 16e          | —          | —                                   |
| JO 2010 Vancouver      | —          | 31e          | 15e          | —            | —            | —          | Médaille de bronze, Jeux olympiques |
| JO 2014 Sotchi         | —          | —            | 6e           |              | —            | —          | Médaille d'argent, Jeux olympiques  |
| JO 2018 Pyeongchang    | —          | —            | 13e          | 17e          | —            | —          | —                                   |

Légende :
- : première place, médaille d'or
- : deuxième place, médaille d'argent
- : troisième place, médaille de bronze
- : pas d'épreuve
- — : Non disputée par le patineur
- DSQ : disqualifiée